# Parafia Wniebowzięcia Najświętszej Maryi Panny w Świętomarzy
Parafia Wniebowzięcia Najświętszej Maryi Panny w Świętomarzy – parafia rzymskokatolicka, znajdująca się w diecezji kieleckiej, w dekanacie bodzentyńskim.

## Zasięg parafii
Do parafii w 1984 roku należeli wierni z następujących miejscowości: Świętomarz,  Brzezie, Grabków, Jadowniki, Jawor, Krajków, Łomno, Modrzewie, Rzepinek, Szerzawy, Wawrzeńczyce, Wymysłów i Zarzecze.  W 2005 roku parafia liczyła 2780 wiernych.

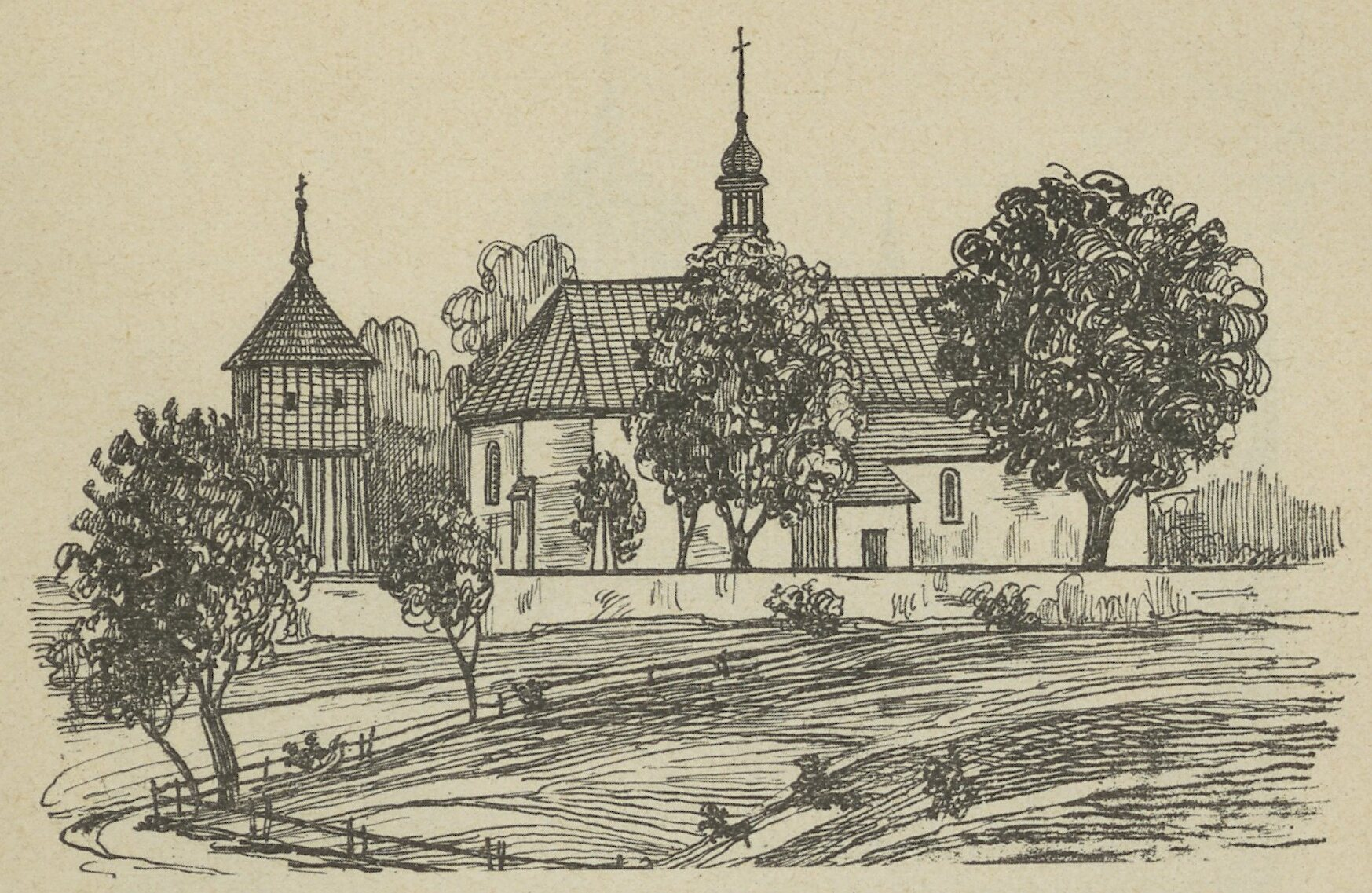
Widok kościoła i dzwonnicy przed 1911